# Cykl koniunkturalny
Cykle koniunkturalne – systematyczne zmiany (cykle) ogólnego poziomu aktywności gospodarczej, występujące na tle długookresowego trendu. Najważniejsze z nich to: cykle Kitchina (trwające 3–4 lata), Juglara (8–10 lat), Kuznetsa (15–23 lata) i Kondratiewa (45–60 lat).
Najczęstsze mierniki wykorzystywane do badania koniunktury w gospodarce to: dynamika PKB, poziom zatrudnienia, zmiany cen, wielkość eksportu i importu, wskaźniki rynku kapitałowego (indeksy giełdowe), nakłady inwestycyjne i zapasy przedsiębiorstw, dochody i wydatki ludności, obroty i zyski przedsiębiorstw.

## Historia
Cykle koniunkturalne zaczęły się pojawiać najpierw w krajach o najbardziej rozwiniętym systemie kapitalistycznym. W Anglii cykle koniunkturalne pojawiły się wcześniej niż w USA, gdzie wczesne okresy ożywienia i depresji związane były głównie z sytuacją w rolnictwie. Istnieją również dowody na to, że znane nam cykle wystąpiły tam dopiero w okresie silnego i charakterystycznego wzrostu uprzemysłowienia, który nastąpił po wojnie domowej.
W gospodarce światowej wahania koniunkturalne dotyczą wszystkich nieizolowanych gospodarek, jednak często nie odbijają się w równym stopniu na wszystkich sektorach. Nawet w trakcie głębokiej depresji (ogólnej recesji gospodarczej) może się zdarzyć, że w niektórych sektorach nie występuje recesja.
Istnieje szereg teorii tłumaczących istnienie wahań koniunktury. Znaczący wkład w badaniu cyklów koniunkturalnych ma m.in. austriacka szkoła ekonomii (zob. austriacka teoria cyklu koniunkturalnego). Od połowy lat 80. w badaniach makroekonomicznych dominującą teorią jest teoria realnego cyklu koniunkturalnego (RBC). Została ona zapoczątkowana badaniami przyszłych noblistów, Kydlanda i Prescotta. Teoria ta opiera się na mikroekonomicznych podstawach, wprowadzając jako jedną z głównych zmiennych oczekiwania gospodarstw domowych odnośnie do przyszłej sytuacji gospodarczej (zwłaszcza: inflacji). Teoria RBC stanowi pierwsze udane przedstawienie gospodarki odporne na tzw. krytykę Lucasa.

## Podział cykli koniunkturalnych
- Krótkie (cykle Kitchina), trwające 3–4 lata (średnio co 3,5 roku), związane ze zmianami zapasów, cen hurtowych, jak również z rozliczaniem operacji bankowych
- Średnie,
  - Cykle Juglara, trwające 8–10 lat, związane ze zmianami wydatków inwestycyjnych, Produktu Narodowego Brutto, inflacją i bezrobociem
  - Cykle Kuznetsa, trwające od 15–23 lat, związane z akumulacją czynników wytwórczych w długim okresie (inwestycje, budownictwo, migracje)
- Długie (cykle Kondratiewa), trwające 45–60 lat, związane z odkryciami lub ważnymi innowacjami technicznymi oraz procesem ich rozprzestrzeniania się (elektryczność, silnik parowy, koleje, komputery, Internet)[3].

## Fazy klasycznego cyklu koniunkturalnego
- Faza kryzysu
  - rośnie: bezrobocie

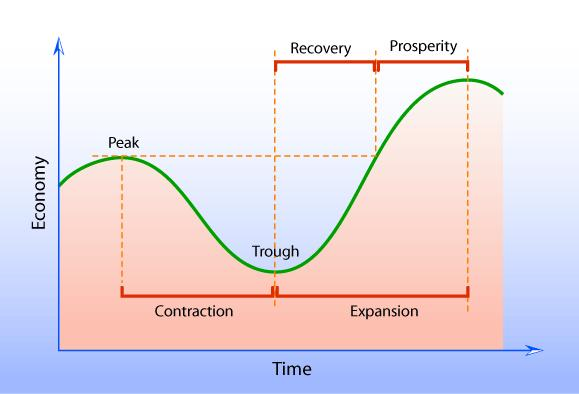
Cykl koniunkturalny

  - maleją: produkcja, zatrudnienie, inwestycje, popyt, ceny
- Faza depresji
  - koniec spadku, ww. wielkości pozostają na niskim poziomie
- Faza ożywienia
  - rosną: produkcja, zatrudnienie, inwestycje, popyt, ceny
  - maleje: bezrobocie
- Faza rozkwitu
  - koniec wzrostu, ww. wielkości utrzymują się na wysokim poziomie

W cyklu współczesnym wyróżnia się dwie fazy: ożywienie (ang. Expansion) i recesję (Contraction).

## Wahania sezonowe
Najbardziej trwałe i regularne wahania aktywności gospodarczej stanowią wahania sezonowe, związane ze zmianami pór roku, szczególnie widoczne w rolnictwie, przemyśle, budownictwie i turystyce.

## Porównanie cykli występujących w krajach wysoko rozwiniętych do cykli gospodarek będących w okresie transformacji
Współczesne cykle koniunkturalne występujące w krajach wysoko rozwiniętych mają często własności różne w stosunku do właściwości cykli w gospodarkach, w których występują głębokie przemiany systemowe.
Z badań empirycznych, a także dowodów teoretycznych, wynikają następujące cechy cykli w krajach wysoko rozwiniętych:
1. Nastąpiło wyraźne skrócenie współczesnych cykli koniunkturalnych, których długość zawiera się w przedziale 5,5–9,0 lat.
2. Długość faz cykli jest zróżnicowana, tj. faza dużej dynamiki wzrostu jest nieco dłuższa (3–5 lat) niż faza małej dynamiki wzrostu (2,5–4 lat).
3. Amplituda cykli jest niewielka i dodatnia.
4. Intensywność cykli jest stosunkowo mała, przy czym jest ona większa w sytuacji, gdy cykle są wyodrębnione w szeregach produkcji sprzedanej przemysłu, a nie w danych PKB.

Cykle koniunkturalne zaobserwowane w gospodarkach, w których dokonują się procesy transformacji, mają nierzadko inne cechy morfologiczne od cech charakterystycznych dla krajów wysoko rozwiniętych. Ich najważniejsze właściwości to:
1. Długość tych cykli jest stosunkowo mała, wynosi 3-6,5 roku.
2. Długość faz wzrostowych jest nieznacznie większa (2,5-3,5 roku) niż faz spadkowych (1–2 lat), ale stosunkowo często zdarza się, że fazy spadkowe są dłuższe od faz wzrostowych.
3. Amplitudy cykli są stosunkowo wyraźne i w większości dodatnie, tj. amplituda fazy wysokiej aktywności jest wyższa aniżeli fazy niskiej aktywności; czasem można jednak spotkać cykle o ujemnych amplitudach.
4. Intensywność cykli w systemach okresu transformacji jest stosunkowo duża i wyższa aniżeli w krajach wysoko rozwiniętych.

Cykle koniunkturalne występujące w krajach wysoko rozwiniętych są w wysokim stopniu zsynchronizowane. Efekt ten dotyczy zwłaszcza tych krajów, które należą do ugrupowania integracyjnego. Stopień synchronizacji cykli jest mniejszy, jeżeli dany kraj nie uczestniczy w procesach integracji gospodarczej. Synchronizacja występuje też w mniejszym stopniu w krajach, które niedawno podjęły procesy przebudowy systemowej i dostosowywania się do warunków integracji.
W krajach wysoko rozwiniętych cechy oscylacji koniunkturalnych są w małym stopniu determinowane przez procesy wzrostu cen, a ich rola jest wyższa w gospodarkach okresu przebudowy. Najczęściej rola zjawisk inflacyjnych polega na zmianie długości cykli oraz ich poszczególnych faz, zwiększeniu amplitudy oraz intensywności oscylacji.
Na podstawie empirii stwierdzono także, że wskaźniki produkcji sprzedanej przemysłu są zdecydowanie bardziej wrażliwe na zmiany koniunkturalne niż szeregi PKB. Oznacza to, że wśród danych produkcji sprzedanej przemysłu w badanym okresie można wyróżnić większą liczbę faz i cykli, występuje ich większa amplituda, a same fluktuacje są bardziej intensywne.